# Eco Vitae
Eco Vitae je bilo društvo, ustanovljeno s strani študentov Fakultete za znanosti o okolju Univerze v Novi Gorici. Odprto je bilo za vse posameznike s posluhom za okoljska in študentska vprašanja. 

## Namen društva in njegovi člani
Glavni namen društva je bilo pripomoči k ozaveščanju, izobraževanju in aktiviranju strokovne in širše javnosti na področju varovanja okolja. Okoljske probleme je društvo želelo prikazati kot izziv za sedanjo in bodoče generacije, predvsem pa je bila želja društva pri ljudeh vzbuditi občutek za lepo, kar ob pristnem medsebojnem stiku in z okoljem v katerem živijo, sami občutijo.
Večina članov je bila izmed prvih univerzitetnih diplomiranih ekologov v Sloveniji in s svojim znanjem so žeželi pripomoči k reševanju okoljskih problemov in sodelovati z drugimi podobnimi društvi in organizacijami ter javno upravo, na lokalnem, državnem in mednarodnem nivoju. 

## Vir
- EKOLOŠKO DRUŠTVO ECO VITAE (ENERGIČEN KLUB OKOLJEVARSTVENIKOV) stopneplačniki.si